# Penápolis
Penápolis, amtlich portugiesisch Município de Penápolis, ist eine Stadt im brasilianischen Bundesstaat São Paulo. Die Bevölkerung betrug 2010 58.510 Einwohner. Die Fläche der Stadt umfasst 710,8 km².

## Lage
Die Stadt liegt östlich der Kreuzung der beiden brasilianischen Bundesstraßen SP-300 und SP-425.
Der Stausee Represa de Promissão liegt etwa 20 km im Nordosten und São José do Rio Preto ist in gleicher Richtung ca. 50 km entfernt.

## Geschichte
Am 17. November 1909 wurde die ehemalige Ansiedlung zu Ehren des gerade verstorbenen Präsidenten Afonso Pena in Vila de Penapolis benannt und erhielt am 22. Dezember 1913 den Status einer Stadt. Penapolis wurde im Juli 1918 zum Gerichtsbezirk.
Das ursprüngliche große Gebiet der Stadt Penápolis ging bis zum Fluss Paraná, wurde jedoch nach und nach mit Städteneugründungen zerteilt und reduziert.

## Religion
Das Christentum ist in der Stadt wie folgt vertreten:

### Römisch-katholische Kirche
Die katholische Kirche in der Gemeinde ist Teil der Bistum Lins.

### Protestantische Kirche
In der Stadt gibt es die unterschiedlichsten evangelischen Glaubensrichtungen, hauptsächlich Pfingstler, darunter die brasilianischen Assemblies of God (die größte evangelische Kirche des Landes), die Christliche Kongregationalistische Kirche in Brasilien, und andere.

## Söhne und Töchter der Stadt
- Leandro Tomaz Perez (* 1979), Fußballspieler
- Leonardo Henriques da Silva (* 1982), Fußballspieler
- Willian Dourado (* 1994), Leichtathlet